# Skadegås
Skadegås (latin: Anseranas semipalmata) er en ret speciel australsk andefugl. Den er den eneste art i slægten Anseranas som er den eneste slægt i familien Anseranatidae.
| Fugl | Spire Denne artikel om fugle er en spire som bør udbygges. Du er velkommen til at hjælpe Wikipedia ved at udvide den. |